# Motorový vůz 892
Motorové vozy řady 892 jsou nejrozšířenějšími montážními vozy trolejového vedení v Česku a na Slovensku. Jsou odvozeny z motorových vozů řady 810 a pro bývalé ČSD je vyráběla Vagónka Studénka (nyní Škoda Vagonka) v letech 1983 (prototyp 1981) až 1992. Do konce roku 1987 byly označeny řadou M 153.0 (širokorozchodné řadou M 153.5) a v letech 1988–1997 řadou 892 (širokorozchodné řadou 892.8). Současné označení se u Správy železnic a ŽSR mírně liší. V Česku jsou vozy označeny jako MVTV 2, na Slovensku jako MVTV 02 a širokorozchodné jako MVTV 03. Od roku 2007 jsou české vozy MVTV 2 modernizovány na typ MVTV 2.1.
Řadou 892.6 byl v letech 1988–1997 administrativně označen fotogrammetrický vůz, který vznikl přestavbou prvního prototypu motorového vozu řady 810.

## Konstrukce
Konstrukce montážního motorového vozu řady 892 vychází z osobního motorového vozu řady 810. Jedná se o dvounápravový vůz s jednou hnací nápravou. Vozidlo pohání motor LIAZ, výkon přenáší automatická hydromechanická převodovka Praga 2 M 70, která byla též používána v městských autobusech Karosa ŠM 11. Ovládání vozu bylo kvůli lepší kontrole trolejového vedení přizpůsobeno pro trvalou rychlost 5 km/h. Interiér vozu je rozdělen na dvě kabiny pro strojvedoucího, větší část vnitřního prostoru zabírá pracovní a skladovací prostor s pracovními stoly se svěráky a dalším nářadím. Ve zbylém prostoru se nachází zázemí pro posádku, které je tvořeno dvěma lavicemi se stolem, skříňkami, ledničkou, vařičem, dřezem a WC. Nad jedním ze stanovišť strojvedoucího je umístěna kabina pro kontrolování trolejového vedení. Z ní lze vstoupit na střechu vozu, kde se nachází izolovaná pracovní plošina (včetně výsuvných lávek pro přechod na sousední vozidlo) a zkušební polopantograf.
Opravy troleje mohou být u soustavy 3 kV stejnosměrně prováděny pod napětím, u střídavé soustavy 25 kV/50 Hz pouze při napěťové výluce.

## Vývoj, výroba a provoz

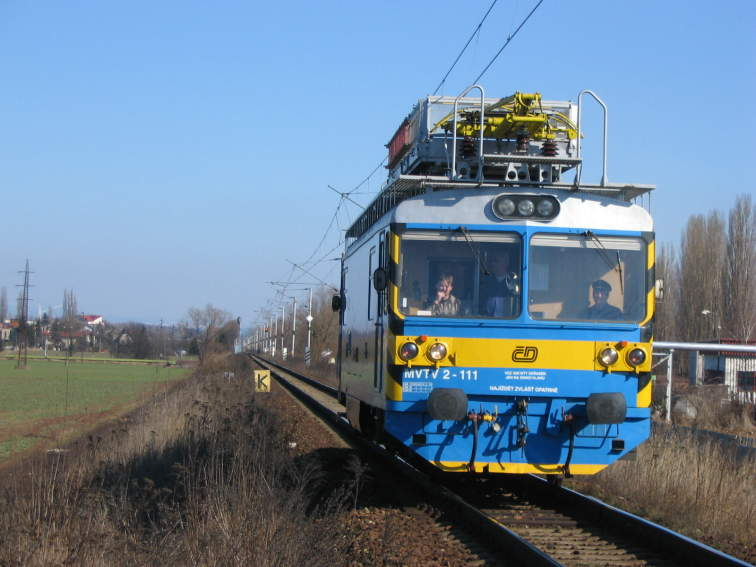
Přední čelo motorového vozu

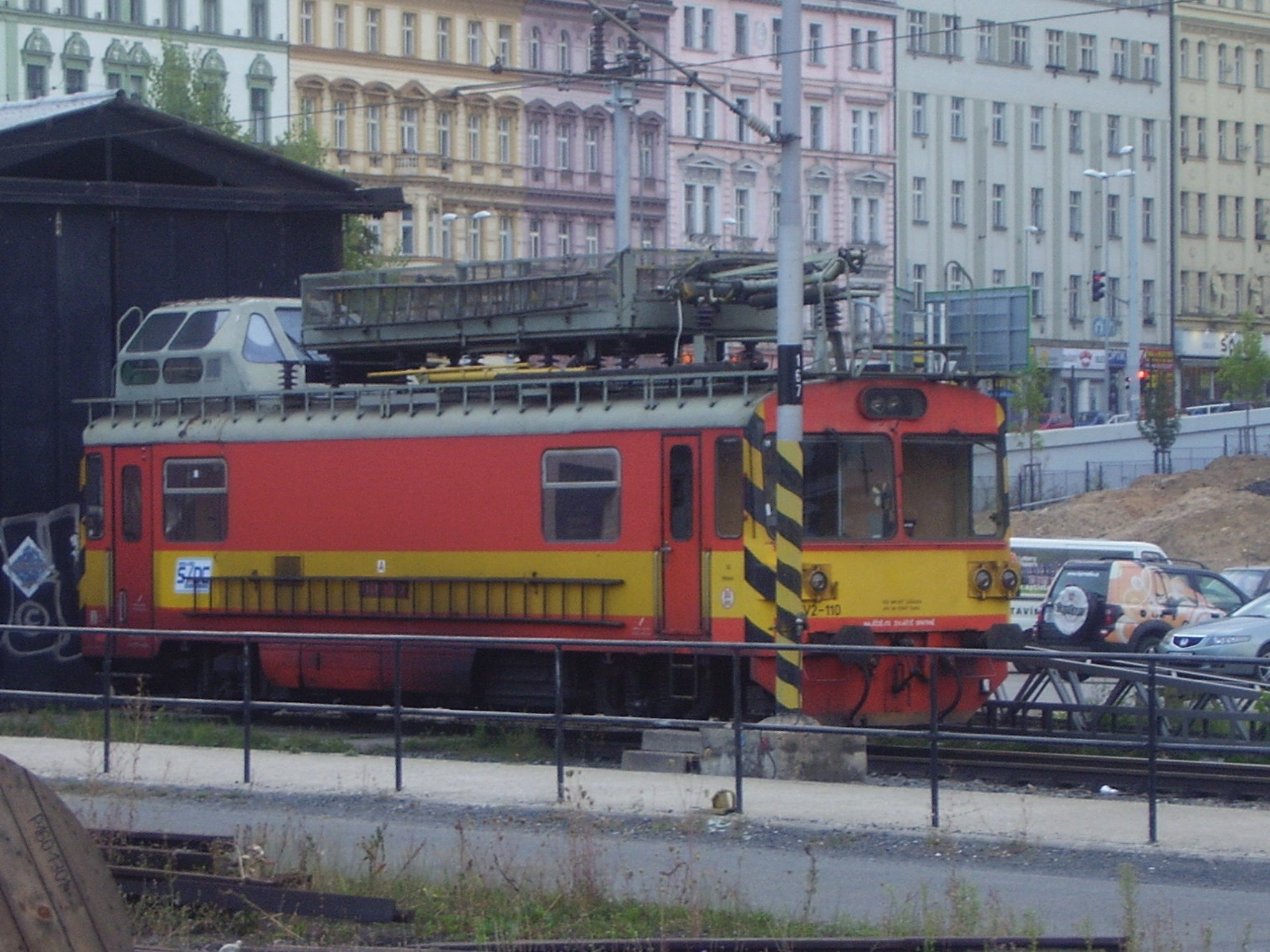
Motorový vůz MVTV 2 (892) na hlavním nádraží v Praze

Vzhledem k nedostatku montážních vozů pro kontrolu a údržbu trolejového vedení, které provozovaly ČSD, byl zadán Vagónce Studénka, tehdejšímu monopolnímu výrobci motorových vozů, projekt vývoje nového montážního vozu. Prototyp nové řady M 153.0 byl vyroben v roce 1981 a v následujícím roce prodělal nejrůznější zkoušky. Roku 1983 bylo vyrobeno dalších 100 kusů vozů řady M 153.0 a další tři v širokorozchodné variantě M 153.5. Díky rozsáhlé dodávce bylo možno postupně vyřadit nejstarší vozy řady M 131.2 vzniklé přestavbou vozů řady M 131.1. 1. ledna 1988 byla řada M 153.0 označena novým číslem 892, širokorozchodné vozy M 153.5 číslem 892.8. V roce 1992 proběhla výroba druhé série – 10 vozů pro ČSD a jeden pro Doly Nástup Tušimice (ten v roce 2008 vlastnila firma Viamont doprava). České dráhy při rozdělení republiky obdržely 77 vozů řady 892, Železnice Slovenskej republiky 34 vozů řady 892 a tři vozy řady 892.8.
V roce 1997 byly vozy řady 892 v Česku převedeny pod traťové mechanismy a od té doby jsou označovány jako MVTV 2 (s původním inventárním číslem). Roku 2008 přešly do majetku Správy železniční dopravní cesty.
Slovenské vozy řady 892 jsou rovněž vedeny jako traťové mechanismy a ŽSR je označují řadou MVTV 02 (normálněrozchodné) a MVTV 03 (širokorozchodné).

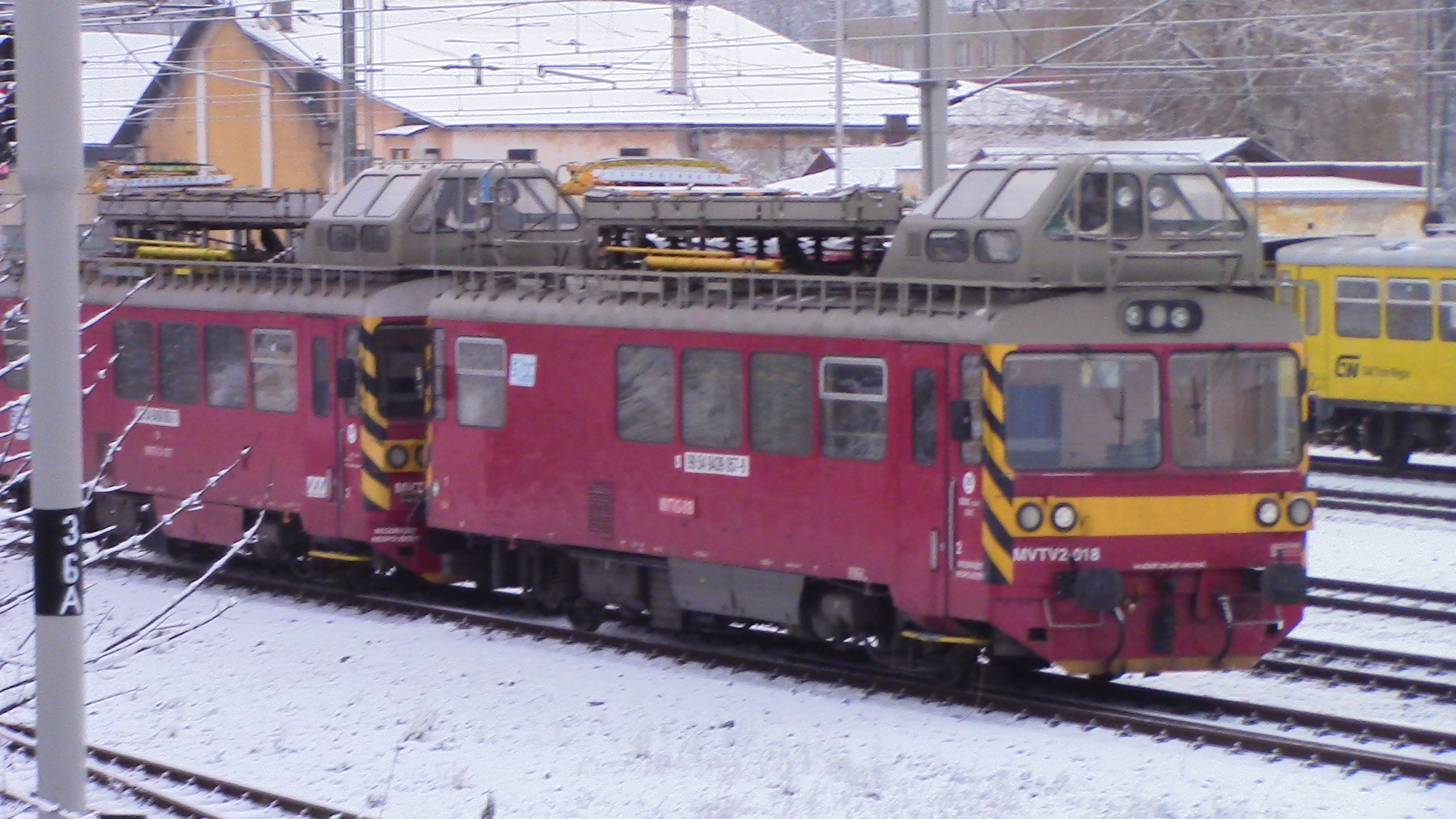
MVTV 2 v Sokolově

Od roku 2007 probíhá v Pars nova Šumperk celková modernizace českých vozů MVTV 2. Kromě remotorizace, kdy je měněn původní motor LIAZ za agregát TEDOM a převodovka Praga za výrobek značky Voith, je vůz celkově opraven a zmodernizován. Jsou např. vyměněny nápravy, pulty pro strojvedoucího, je osazen nový elektronický řídicí systém, vyměněna prohlídková plošina na střeše, je instalován topný agregát apod. Takto rekonstruované vozy jsou označeny řadou MVTV 2.1.
Vůz označený řadou 892.6 nemá s montážními vozy řady 892 mnoho společného. Vznikl přestavbou prvního prototypu motorového vozu řady 810 (M 152.0001) v roce 1978 na fotogrammetrický vůz FST-2. Od 1. ledna 1988 byl označen jako 892.602, roku 1994 byl upraven na doprovodný vůz MD.1-1.